# 戴夫·康塞普西翁
大衛·伊斯梅爾·康塞普西翁·貝尼特茲（英語：David Ismael Concepción Benitez，1948年6月17日—），為美國職棒大聯盟的游擊手。19年職棒生涯皆效力於辛辛那提紅人，這段期間紅人一共拿下4次國聯冠軍和2次世界大賽冠軍。
康塞普西翁生涯共9次入選明星賽，拿過5次金手套獎、2次銀棒獎。2000年，紅人隊將他入選球隊名人堂。2007年，他的13號背號被紅人隊宣布正式退休。

## 早年
康塞普西翁生於委內瑞拉的阿拉瓜州，他的父親是一名卡車司機。高中畢業後，康塞普西翁曾當過銀行櫃員，並一邊在委內瑞拉職棒的阿拉瓜老虎隊打球。後來他被紅人隊的球探發掘，並在1967年與紅人隊完成簽約。

## 職業生涯
跟隨著家鄉前輩齊科·卡拉斯奎爾及路易斯·阿帕里西歐，康塞普西翁也進入了大聯盟。他在1970年4月6日登上大聯盟，當時他年僅21歲。不過康塞普西翁先經歷了兩場共8個打數無安打，隨後才在4月8日敲出大聯盟首安。
在紅人的前三年，康塞普西翁多半和另外兩位內野手伍迪·伍德瓦及達瑞爾·查恩尼分擔游擊防區。1971年6月23日，康塞普西翁在比賽中獲得保送，使得紅襪隊的瑞克·懷斯挑戰完全比賽失敗。1973年，康塞普西翁首度入選明星賽。但就在明星賽開打的前兩天，康塞普西翁因為滑壘造成膝蓋受傷。這起傷勢不僅讓他缺席明星賽，連剩餘的球季都無法出賽。這年他的打擊率為2成81，並敲出8轟與46分打點。
1974年，康塞普西翁出賽160場比賽。打擊率為2成81，並敲出14轟與82分打點，並成功拿下生涯第一座金手套獎。
1975年，康塞普西翁和彼得·羅斯、強尼·班奇、喬·摩根、老肯·葛瑞菲、湯尼·培瑞茲、喬治·佛斯特和塞薩·傑隆尼默等球員組成了鼎鼎大名的大紅機器。日後也幫助球隊拿下兩座世界大賽冠軍。儘管康塞普西翁已慢慢成為球隊的主力游擊手，但是他在冬天還是會回到委內瑞拉進續精進自己的球技。
1982年，大聯盟首次在美國本土以外舉辦明星賽。康塞普西翁在他最後一次明星賽中敲出2分砲，幫助國聯在明星賽近20場拿下19勝。賽後他也被選為明星賽的MVP。
1982年，隨著年齡的增長，手肘傷勢和肩膀傷勢也找上了康塞普西翁。1983年和1984年，康塞普西翁的表現都差強人意。同時小聯盟也有一位大物游擊手貝瑞·拉金準備接上康塞普西翁的位置。1986年，拉金登上大聯盟，並取代了康塞普西翁。當時康塞普西翁僅差44場比賽便能追平由賴瑞·波瓦所保持的國聯游擊手最多出賽紀錄。
1988年，在康塞普西翁生涯的最後一年。總教練彼得·羅斯在一場大比分落後的比賽中推派康塞普西翁登板投球。當時他被敲出安打沒有失分，還送出一次三振。球季結束後，紅人隊將他釋出。而康塞普西翁後來加入加州天使隊準備東山再起，不過他沒有成功擠進開幕戰名單內，因此他在40歲那年宣布正式退休。
康塞普西翁的生涯出賽數和打數都排在隊史第二高；安打、二壘安打和盜壘排在隊史第三高；得分和壘打數排在隊史第五高。他在紅人隊出賽19個賽季，巧合的是，接替他的游擊手拉金，日後也替紅人隊效力19個賽季。

## 個人生活
1989年退休後，康塞普西翁成為了委內瑞拉職棒裡面阿拉瓜老虎隊的總教練。
康塞普西翁目前和他的妻子住在委內瑞拉的馬拉凱，並育有2子1女。而康塞普西翁現在也正經營著一片農場和卡車事業。

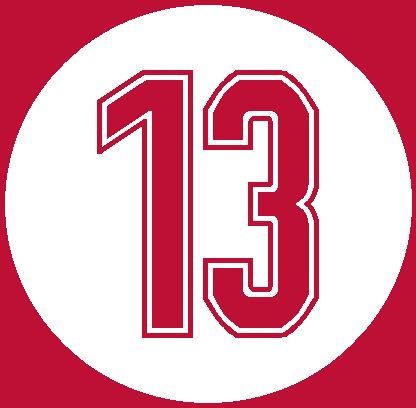
2007年，紅人隊將康塞普西翁的13號球衣退休。

2007年8月25日，紅人隊在賽前舉辦背號退休儀式，將康塞普西翁的13號退休給正式退休。成為大紅機器打線中，第五位獲得背號退休殊榮的球員。康塞普西翁也提到他的背號是來自於他的母親，因為他的母親出生於1913年，因此他選擇13號來紀念她。
與此同時，阿拉瓜老虎隊也將球隊的13號背號正式退休。2014年，他成為該球隊的副總管。而他也入選了加勒比海大賽名人堂。
2014年，康塞普西翁回到了紅人隊，並在球隊於芬萊市場舉辦的遊行中擔任遊行大禮官。而他和拉金都參與出席紅人隊開幕戰的開球典禮。

## 生涯打擊數據
| 出賽次數 | 打席 | 打數 | 得分 | 安打 | 二安 | 三安 | 全壘打 | 打點 | 盜壘 | 保送 | 三振 | 打擊率 | 上壘率 | 長打率 | 整體攻擊指數 | 觸身球 |
| -------- | ---- | ---- | ---- | ---- | ---- | ---- | ------ | ---- | ---- | ---- | ---- | ------ | ------ | ------ | ------------ | ------ |
| 2488     | 9641 | 8723 | 993  | 2326 | 389  | 48   | 101    | 950  | 321  | 736  | 1186 | .267   | .322   | .357   | .679         | 21     |

## 外部連結
- 球員資訊和成績在MLB ，ESPN ，Retrosheet ，Baseball Reference ，Baseball Reference (Minors) ，Fangraphs ，The Baseball Cube （英文）

| 前任： 蓋瑞·卡特 | 美國職棒大聯盟單月表現最佳球員 1981年4月 | 繼任： 亞特·豪爾 |